# GeneWeb
GeneWeb är ett gratis släktforskningsprogram med öppen källkod skrivet i OCaml av Daniel de Rauglaudre, forskare vid Institut national de recherche en informatique et en automatique (Inria). Detta program, distribueras under GNU General Public License och är tillgängligt för Unix-, Linux-, Microsoft Windows- och macOS-plattformar på danska, engelska, finska, franska, tyska, italienska, spanska och svenska.